# Burgau, Bayern
Burgau är en stad i Landkreis Günzburg i Regierungsbezirk Schwaben i förbundslandet Bayern i Tyskland, belägen i närheten av floden Mindel. Invånarantalet är cirka 11 000.
Området har tidigare varit ett självständigt markgrevskap inom det Tysk-romerska riket. Senare kom Burgau i det Habsburgska rikets händer. 
På 1800-talet blev Burgau, till följd av Napoleonkrigen, en del av Kungariket Bayern och sedermera det Tyska riket.
I slutet av andra världskriget etablerades två underläger till koncentrationslägret i Dachau här. Det ena var avsett för män, det andra för kvinnor. 